# Regina Sackl
Regina Sackl nació el 21 de agosto de 1959 en Hartberg (Austria), es una esquiadora retirada que ganó 1 Copa del Mundo en disciplina de Eslalon y 3 victorias en la Copa del Mundo de Esquí Alpino (con un total de 6 podiums).

## Resultados

### Copa del Mundo

#### Clasificación general Copa del Mundo
- 1973-1974: 32.ª
- 1974-1975: 29.ª
- 1975-1976: 29.ª
- 1976-1977: 12.ª
- 1977-1978: 26.ª
- 1978-1979: 7.ª
- 1979-1980: 18.ª
- 1980-1981: 61.ª

#### Clasificación por disciplinas (Top-10)
- 1976-1977:
  - Eslalon: 6.ª
- 1978-1979:
  - Eslalon: 1.ª
  - Eslalon Gigante: 9.ª

#### Victorias en la Copa del Mundo (3)

Regina Sackl en 1978.

##### Eslalon (3)
| Fecha                 | Lugar     |
| --------------------- | --------- |
| 26 de febrero de 1977 | Furano    |
| 8 de enero de 1979    | Les Gets  |
| 19 de enero de 1979   | Meiringen |